# روبرت سميجل
روبرت سميجل (بالإنجليزية: Robert Smigel) هو كاتب سيناريو ومخرج وممثل أمريكي، ولد في 7 فبراير 1960 بنيويورك في الولايات المتحدة. من الجوائز التي نالها جائزة الإيمي برايم تايم وجائزة نقابة الكتاب الأمريكية.

## أعمال

### أفلام
- (1996) هابي غيلمور[7]
- (2007) أنا الآن أعلن أنكما تشاك ولاري[8][9]
- (2008) لا تعبث مع زوهان[10]
- (2012) فندق ترانسيلفانيا[11]
- (2012) هذا هو سن الأربعين[12]
- (2015) بيكسلز
- (2015) فندق ترانسيلفانيا 2[13][14][15]

## جوائز
- جائزة الإيمي برايم تايم
- جائزة نقابة الكتاب الأمريكية

## وصلات خارجية
- روبرت سميجل على موقع IMDb (الإنجليزية)
- روبرت سميجل على موقع ألو سيني (الفرنسية)
- روبرت سميجل على موقع ميوزك برينز (الإنجليزية)
- روبرت سميجل على موقع أول موفي (الإنجليزية)
- روبرت سميجل على موقع بوكس أوفيس موجو (الإنجليزية)
- روبرت سميجل على موقع قاعدة بيانات الأفلام السويدية (السويدية)
- روبرت سميجل على موقع إن إن دي بي (الإنجليزية)
- روبرت سميجل على موقع ديسكوغز (الإنجليزية)
- روبرت سميجل على موقع قاعدة بيانات الفيلم (الإنجليزية)
- روبرت سميجل على موقع كينوبويسك (الروسية)